# Seocho (métro de Séoul)
Seocho (en coréen : 서초역) est une station de passage de la ligne 2 du métro de Séoul. Elle est située à Seocho 3-dong, dans l'arrondissement de Seocho-gu à Séoul en Corée du Sud.
Ouverte en 1983, elle est desservie par les rames omnibus qui circulent sur la ligne 2.

## Situation sur le réseau

Plan du réseau (2023)

Établie en souterrain, la station Seocho est située sur la ligne circulaire de la ligne 2 du métro de Séoul entre les stations Bangbae, en direction de Hôtel de Ville, rotation dans le sens des aiguilles d'une montre, et Université nationale de pédagogie de Séoul, en direction de Hôtel de Ville, rotation dans le sens inverse des aiguilles d'une montre.

## Histoire
La station Seocho est mise en service le 17 décembre 1983 lors de l'ouverture à l'exploitation du tronçon de Université nationale de pédagogie de Séoul à Université nationale de Séoul.

## Services aux voyageurs

### Accès et accueil
Établie 1500 Seocho 3-dong, la station dispose de 8 accès, numérotés de 1 à 8. Des escaliers, escaliers mécaniques et ascenseurs permettent les circulations piétonnes entre les différents niveaux. Elle est notamment équipée d'automates pour l'achat de titres de transport. Les quais des stations sont équipés de portes palières.

### Desserte
Seocho est desservie par les rames omnibus qui circulent sur la ligne 2.

Installations ligne 2
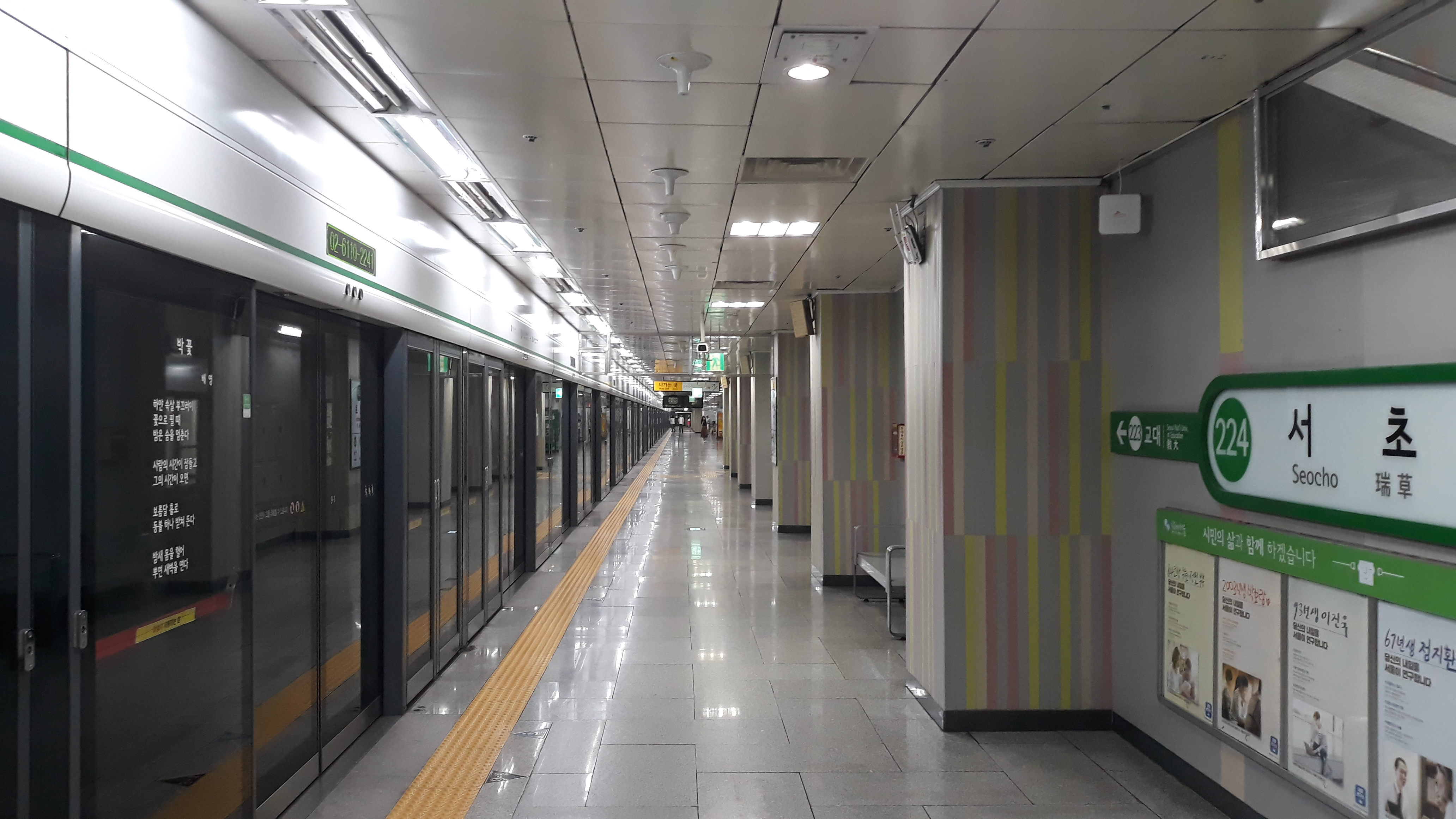
En 2018.
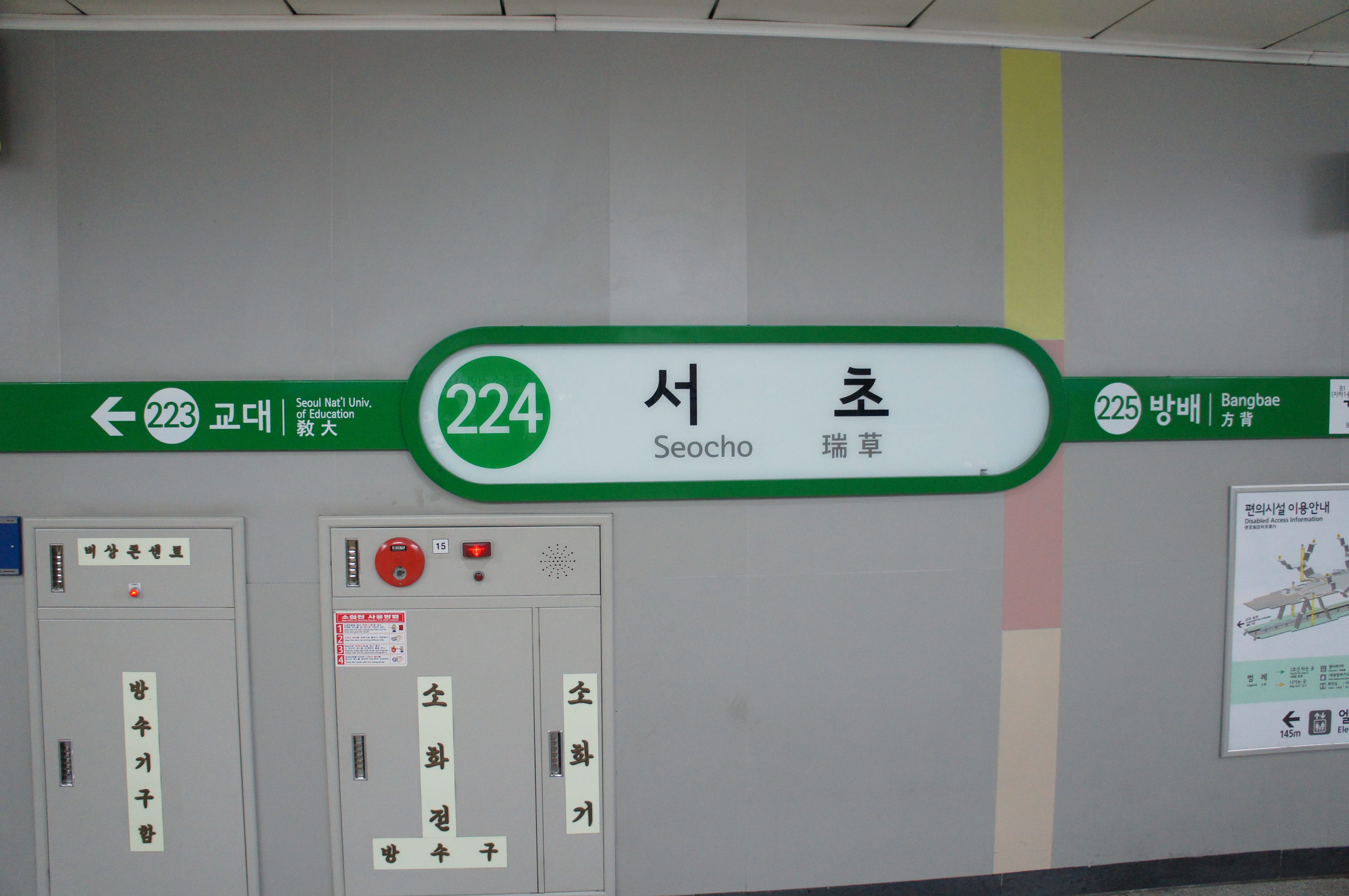
En 2014.
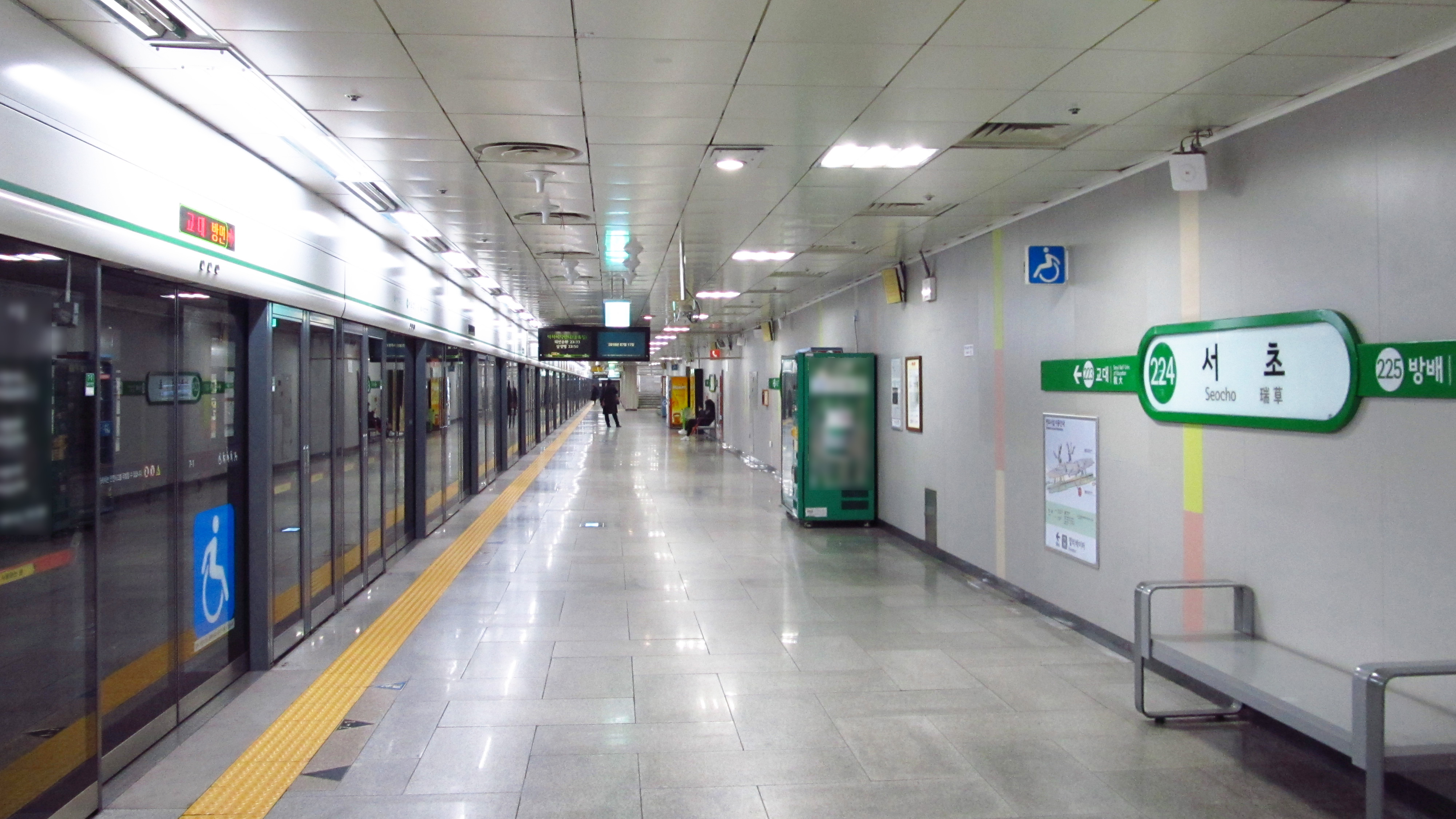
En 2018.

### Intermodalité
Des arrêts de bus urbains sont situés à proximité de certains accès.